# 19912 Aurapenenta
19912 Aurapenenta este un asteroid din centura principală, descoperit pe 14 septembrie 1955, de Goethe Link Obs..